# ウォロフ族

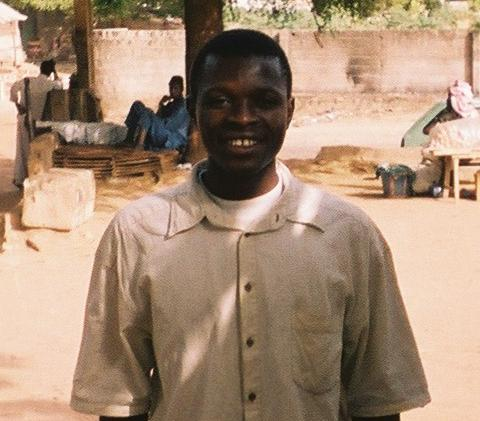
ウォロフ族の青年（ガンビア）

ウォロフ族はセネガル、ガンビア、モーリタニアに居住する西スーダン系の民族。
ウォロフ族は元来定住農耕民族である。
セネガルでは、総全人口の約40％の多数を占め、また、北部サンルイ、中部カオラック、西部ダカールにおいても多数派である。しかし、南西部カザマンス地方ではジョラ族が支配的でウォロフ族は少ない。
主としてトウジンビエ、落花生などの栽培に従事している。なお、ウォロフ語はセネガルの共通語として広がっている。
ガンビアでは、総人口の約15％を占め少数派である。ガンビアはマンディンカ族が多数派で総人口の約40％を占める。しかし、首都バンジュールでは人口の約50％を占めるため、ウォロフ語とウォロフ文化の影響力は小さくない。
モーリタニアでは、総人口の約7％を占め、主に南部沿岸地域に居住する。

## 文化

### 言語
ウォロフ族の言語はウォロフ語である。セネガルの総人口の80％がウォロフ語を話し、ウォロフ文化とウォロフ語は大きな影響力がある。

### 宗教
ほぼイスラム教である。

## ウォロフ族の著名人物
- センベーヌ・ウスマン
- ジョゼフ・ブローニュ・シュヴァリエ・ド・サン＝ジョルジュ - 母親がウォロフ族

## 参考図書
- Michel Malherbe, Cheikh Sall: Parlons Wolof - Langue et culture. L'Harmattan, Paris, France 1989, ISBN 2-7384-0383-2.
- Gabriele Aïscha Bichler: Bejo, Curay und Bin-bim? Die Sprache und Kultur der Wolof im Senegal (mit angeschlossenem Lehrbuch Wolof). Europäische Hochschulschriften Band 90. Peter Lang Verlagsgruppe, Frankfurt am Main, Germany 2003, ISBN 3-631-39815-8.
- Arame Fal, Rosine Santos, Jean Léonce Doneux: Dictionnaire wolof-français (suivi d'un index français-wolof). Karthala, Paris, France 1990, ISBN 2-86537-233-2.
- Rolf Goetz: Senegal - Gambia: Praktischer Reiseführer an die Westküste Afrikas. Verlag Peter Meyer Reiseführer, Frankfurt am Main, Germany 1996, ISBN 3-922057-09-8.